# Давность наступления смерти
Давность наступления смерти (ДНС) определяется в криминалистической практике, как правило, судебно-медицинскими экспертами при помощи целого комплекса методов. Современная судебная медицина обладает значительным арсеналом различных научных подходов, которые основаны на оценке так называемых ранних и поздних трупных явлений. Для получения максимально точной ДНС используются измерения электрических, химических, механических, термодинамических и других параметров мёртвого тела. Обособленно стоит метод установления ДНС при длительных сроках постмортального периода при помощи исследования насекомых — некрофагов (судебная энтомология). С увеличением ДНС резко падает точность её определения.

## Основные методические подходы при определении ДНС
- Суправитальные реакции
- Трупное окоченение
- Трупные пятна
- Моделирование охлаждения трупа

1. Давность наступления смерти и суправитальные реакции (точный метод).
Исследование электрической, фармакологической и механической раздражимости скелетной (в том числе мимической) и гладкой мускулатуры, потовых желез. Используется в первые минуты и часы после наступления смерти.
2. Давность наступления смерти и трупное окоченение (ориентировочный метод).
Замер степени выраженности, локализации, времени повторного возникновения и разрешения. Используется в первые двое-трое суток после наступления смерти.
3. Давность наступления смерти и трупные пятна (грубый метод).
Отмечаются время их возникновения, скорость исчезновения и восстановления при надавливании. Используется в первые двое суток после наступления смерти.
4. Давность наступления смерти и охлаждение трупа (точный метод).
Именно этот метод нашёл наиболее широкое применение в практике. Это связано с тем, что охлаждение процесс практически исключительно «физический» и мало зависит от «химии» тела. Длится он до двух суток и позволяет таким образом в этом интервале времени делать достаточно точные прогнозы. Метод точен, прост в применении, и не дорог, так как для применения достаточен лишь точный термометр. Для использования результатов измерений в суде требуется обязательное использование сертифицированных термометров с периодически возобновляемыми метрологическими контрольными исследованиями.

## Объяснение математической модели расчётов
Любое физическое тело охлаждается «по Ньютону» или по экспоненте. График охлаждения трупа отличается от этой классической модели охлаждения наличием так называемого «плато». Начало охлаждения у трупа не стремительное, как например у металлической болванки или другого твёрдого тела. Создаётся впечатление, что труп в начале вообще не охлаждается, а сохраняет прижизненную температуру тела какое-то время и лишь постепенно, как бы неохотно начинает отдавать тепло всё быстрее и быстрее, пока процесс охлаждения не перейдёт в классическую фазу ньютоновского охлаждения, чтобы в конце опять резко замедлить охлаждение. Таким образом, график охлаждения трупа состоит из двух кривых: это «верхняя» и «нижняя экспонента». Таким образом, для описания процесса охлаждения необходима так называемая двухэкспонентная модель расчётов. Впервые такая модель для практических расчётов была разработана Marshall и Hoare в 1962 году. В модификации Hennßge (1984) данная модель является самой часто используемой в судебной медицине по настоящее время (программа расчета давности наступления смерти).
Проблема практического использования этой модели заключается в сложности вычисления поправочных коэффициентов. На скорость охлаждения оказывают определяющее влияние масса тела и условия охлаждения. Под этим подразумевается не только температура окружающей среды, но и одежда трупа, подложка, наличие движения воздуха, влажность. Условия окружающей среды учитываются в моделях расчётов путём введения эмпирически полученных поправочных коэффициентов. Наибольшее распространение в практике получили построенные на основании модели номограммы Hennßge для ректальной температуры трупа.